# Service-bw
service-bw ist die zentrale E-Government-Plattform des Landes Baden-Württemberg.
Das Serviceportal bietet Bürgerinnen und Bürgern sowie Unternehmen einen umfassenden Zugang zu Verwaltungsdienstleistungen und Informationen. Das Serviceportal service-bw ist in § 2 Abs. 2 des Onlinezugangsgesetzes (OZG) sowie in § 15 des EGovernment-Gesetzes Baden-Württemberg (EGovG BW) verankert, was seine rechtliche Grundlage und Bedeutung im Rahmen der digitalen Verwaltung (E-Government) unterstreicht. Aufgabe von E-Government ist es, wirtschaftliche, ganzheitliche und möglichst medienbruchfreie Automationslösungen innerhalb der Verwaltung und zwischen Verwaltung und Bürger/Unternehmen mit den Mitteln der Informations- und Kommunikationstechnik zu realisieren. Wo Verwaltungsvorgänge aus rechtlichen Gründen nicht elektronisch erledigt werden können, sollen Informationen angeboten werden, die den Gang zur Behörde – gleichgültig, ob persönlich oder elektronisch – gut vorbereiten oder erleichtern. (Siehe auch: E-Administration)
Das Serviceportal service-bw ist seit 2003 im Internet erreichbar. Es wird durch das Innenministerium Baden-Württemberg betreut und weiterentwickelt. service-bw ist deutschlandweit das erste Portal, das von Land und Kommunen gemeinsam aufgebaut wurde. service-bw bündelt mit einer bürgerorientierten Themenaufbereitung nach dem Lebenslagenprinzip die jeweils wesentlichen Informationen über öffentliche Stellen und Behörden. Außerdem bietet es eine zentrale Übersicht über die Dienstleistungen des Landes Baden-Württemberg und der öffentlichen Hand insgesamt sowie über vorhandene Onlinedienste zur elektronischen Antragsstellung. 

## Aufbau und Funktionsbereiche des Portals
service-bw bieten drei zentrale Funktionen:
- Information
- Kommunikation
- und Onlinedienste.

Diese Funktionen werden in Zusammenarbeit mit den zuständigen Ressorts und Behörden bereitgestellt und sind integraler Bestandteil der digitalen Verwaltungsstruktur des Landes.

### Funktionsbereich Information
Das Serviceportal service-bw enthält ein Behördenverzeichnis und Beschreibungen von Lebenslagen und Leistungen. 
Sie geben zum Beispiel darüber Auskunft, welche Unterlagen für eine Antragstellung erforderlich sind, was der Antrag kostet und bei welcher Behörde er gestellt werden muss.
Lebenslagen und Leistungen sind Informationen, die von den zuständigen Behörden des Landes in einem Redaktionssystem gepflegt werden. Es wird von Landesbehörden, Städte, Kommunen, Krankenkassen, Sparkassen und Zweckverbänden genutzt. Sie werden landesweit zentral bereitgestellt und können von einzelnen Behörden wiederum in ihre eigenen Internetseiten automatisiert integriert werden. Damit finden Bürgerinnen und Bürger zuverlässig die gleichen Informationen.
Das Redaktionssystem liefert die Informationen auch an den sogenannten Portalverbund Online Gateway (PVOG).
Das Redaktionssystem ermöglicht die Umsetzung der Single Digital Gateway Verordnung (SDG-VO) im Zusammenhang mit dem Onlinezugangsgesetz (OZG) und unterstützt das Wissensmanagement der Service-Center der einheitlichen Behördennummer 115.
Nutzerinnen und Nutzer finden die Informationen dieses Zuständigkeitsfinders (ZuFi) über die Portalsuche, über die Hauptnavigation und über ein Stichwortverzeichnis. Die Inhalte können nach regionaler Relevanz (Regionalisierung) gefiltert werden.
Unter „Hilfe in allen Lebenslagen“ sind für zentrale Ereignisse im Leben wie „Geburt“, „Heirat“ oder „Umzug“ die wesentlichen Informationen zusammengeführt. Entsprechendes gilt für Themenbereiche wie „Personalausweis, Reisepass, Kinderreisepass“ oder „Wahlen und Bürgerbeteiligung“.
Dieser Bereich bündelt Informationen über Rechte und Pflichten, zu erledigende Behördengänge, finanzielle Hilfen und steuerliche Auswirkungen, die in einer Lebenssituation zutreffen. Neben dem Angebot von Tipps und Checklisten sowie weiterführenden Links zu anderen Internetangeboten verbindet der Bereich insbesondere die zugehörigen Verfahrensbeschreibungen.
Ausgewählte Inhalte des Portals werden auch in Englisch und Französisch angeboten.

### Funktionsbereich Kommunikation
Zur Kommunikation von Bürgerinnen und Bürgern sowie Unternehmen mit der Verwaltung bietet das Serviceportal Servicekonten und Postfächer an.
Das Serviceportal service-bw verfügt über verschiedene Arten von Servicekonten, darunter persönliche Servicekonten für Bürgerinnen und Bürger sowie Behörden- und Organisationskonten. Diese Konten dienen der Anmeldung und Authentifizierung der Nutzer und sind mit Identifizierungsmitteln wie dem elektronischen Personalausweis (ePA), elektronischen Aufenthaltstiteln (eAT) und der eID-Karte für EU-Bürger verknüpft.
Die Servicekoten und Postfächer sind individuell verschlüsselt. 

### Funktionsbereich Onlinedienste
Das Serviceportal service-bw bietet den zentralen Zugang zu Onlinediensten (Onlineanträgen) der Verwaltung.
Alle Behörden in Baden-Württemberg sind verpflichtet, ihre Onlinedienste in service-bw zu verknüpfen, sodass Bürgerinnen und Bürger sowie Unternehmen, diese an einem zentralen Ort finden können. 
Über die heute schon realisierten Onlinedienste hinaus (z. B. Elterngeld, internetbasierte Kfz-Zulassung, Gewerbeanmeldung, Steuererklärung, BaföG etc.) werden nach und nach weitere Onlinedienste integriert. 

### Der zentrale e-Rechnungseingang des Landes (ZRE)
Das Serviceportal beinhaltet auch den zentralen Rechnungseingang Baden-Württemberg (ZRE). Dort können Rechnungsstellende ihre Rechnungen an alle Behörden in Baden-Württemberg versenden. Für die Adressierung erfolgt die Zuordnung einer Leitweg-ID zum Behördenkonto. 

### Aufbau der Infrastruktur
Das Serviceportal service-bw ist vollständig auf Basis von Open Source Komponenten entwickelt worden. Es wird in Baden-Württemberg vom Landesdienstleister BITBW betrieben. 

## Kooperation mit dem Freistaat Sachsen
Das Land Baden-Württemberg und der Freistaat Sachsen arbeiten gemeinsam an der Digitalisierung ihrer Verwaltungen. Dazu entwickeln sie ihre Serviceportale im Rahmen einer Kooperation kontinuierlich weiter. In Sachsen heißt das Serviceportal „Amt24“ und ist weitestgehend identisch mit service-bw. 